# Percnia meridionalis
Percnia meridionalis är en fjärilsart som beskrevs av Eugen Wehrli 1939. Percnia meridionalis ingår i släktet Percnia och familjen mätare. Inga underarter finns listade i Catalogue of Life.